# Моншау
Моншау (њем. Monschau) град је у њемачкој савезној држави Северна Рајна-Вестфалија. Једно је од 10 општинских средишта округа Регион Ахен. Према процјени из 2010. у граду је живјело 12.652 становника. Посједује регионалну шифру (AGS) 5334020, NUTS (DEA25) и LOCODE (DE MOU) код.

## Географски и демографски подаци
Моншау се налази у савезној држави Северна Рајна-Вестфалија у округу Регион Ахен. Град се налази на надморској висини од 517 метара. Површина општине износи 94,6 km². У самом граду је, према процјени из 2010. године, живјело 12.652 становника. Просјечна густина становништва износи 134 становника/km².

## Међународна сарадња
| Мјесто    | Држава    | Врста сарадње | Од    |
| --------- | --------- | ------------- | ----- |
| Битгенбах | Белгија   | пријатељство  | 1983. |
| Ојпен     | Белгија   | пријатељство  | 2001. |
|           | Француска | партнерство   | 1975. |
| Извор     |           |               |       |